# 다장조
다장조 (-長調)는 서양 음악의 조성 중 하나로, C, D, E, F, G, A, B로 되어있으며 다 (C) 음을 으뜸음으로 하는 장음계이다. 조표에 내림표나 올림표가 사용되지 않는 장음계이다. 나란한조로는 가단조가 있으며, 같은으뜸조로는 다단조가, 딸림조로는 사장조가, 버금딸림조로는 바장조가 있다. 코드로는 C(도 미 솔)

다장조의 음계는 다음과 같다.
바로 위의 음계는 다장조의 자연 장음계이다. 한편, 화성 장음계와 가락 장음계로 전환 시엔 필요성에 따라 임시표에 변화표가 기보된다. 다장조의 화성 장음계와 가락 장음계는 다음과 같다.
피아노에서는 다장조 음계를 다 (C)로 시작하는 흰 건반만 연주하면 연주할 수 있다.

## 음계의 화음 종류
- 으뜸화음 - C 장화음
- 웃으뜸화음 - D 단화음
- 가온화음 - E 단화음
- 버금딸림화음 - F 장화음
- 딸림화음 - G 장화음
- 버금가온화음 - A 단화음
- 이끎화음 - B 감화음

## 구성
요제프 하이든의 104개 교향곡 중에 20개가 다장조이며, 라장조에 이어 하이든이 두 번째로 많이 사용하는 조가 되었다. H. C. 로빈슨 랜던이 만든 하이든 카탈로그에서, 134개의 교향곡 중 33곡이 다장조 연주곡으로, 다른 조 보다 많다. 밸브식 금관악기의 발명 이전 하이든은 다장조를 제외하고 자신의 교향곡에 트럼펫과 팀파니 부분을 만들지 않았다. 랜던은 그것이 아니라면서 "1774년까지 하이든은 다장조 외에도 트럼펫과 팀파니를 사용하였다. 트럼펫과 팀파니를 사용하지 않은 곡은 극히 일부일 뿐이다." 라고 말하였다. 하이든의 다장조 음악 대부분은 "축제" 라고 덧붙여지며 주로 축하하는 분위기를 띈다. (다장조 교향곡 목록 참조)
고전 시대 테 데움 (Te deum)은 주로 다장조였다. 모차르트와 하이든은 다장조 악곡을 가장 많이 작곡하였다.
프란츠 슈베르트의 다장조 이름이 붙은 두 교향곡에서, 첫 번째는 "Little C major" 라고 붙여졌고, 두 번째는 "Great C major" 라고 붙여졌다.

## 유명 작품 예시
- 요한 세바스티안 바흐
  - 토카타, 아다지오와 푸가 C장조, BWV 564
  - 무반주 첼로 모음곡 3번, BWV 1009
- 요제프 하이든
  - Cello Concerto No. 1 (1761–65)
  - 교향곡 7번, Le Midi (1761)
  - 교향곡 60번, Il distratto (1774)
  - 교향곡 82번, The Bear (1786)
  - 현악 4중주, Op. 33, The Bird (1781)
  - 현악 4중주, Op. 76, Emperor (1797–98)
  - Mass No. 10, Missa in tempore belli (1796)

## 같이 보기
- 화음